# Länsväg 148
Länsväg 148 är 61 km lång och går från Visby till Fårösund på Gotland. Vägen passerar bland annat orterna Bro, Tingstäde och Lärbro.

## Sträckning
Vägen har sin början vid Visbys färjeterminal där den gemensamt med länsväg 142 går söderut längs ringleden runt Visby. Efter att ha gått söderut en bit fortsätter den sedermera åt öster söder om Visby. Vid första rondellen korsar den länsväg 140. Vid nästa rondell fortsätter ringleden och länsväg 148 norrut, medan länsväg 142 viker av åt söder. Vid nästa rondell finns infart till handelsområdet Stenhuggaren och det nya bostadsområdet på gamla A7. I de följande två rondellerna korsas först länsväg 143 och därefter länsväg 147. Ytterligare en bit norrut får trafik som skall mot länsväg 149 svänga av i en trevägskorsning åt vänster. Man kan säga att ringleden runt Visby också viker av åt vänster i denna korsning, för efter denna korsning lämnar länsväg 148 Visby och fortsätter nordost i riktning mot Lärbro.
Vid Lärbro ansluter länsväg 147 från söder och länsväg 149 från norr. Vägen fortsätter nordost till Fårösund där den slutar vid hamnen där färjan avgår mot Fårö.

## Anslutningar
Vägen ansluter till:
- Länsväg 140
- Länsväg 142
- Länsväg 143
- Länsväg 147
- Länsväg 149
- Färjan till Fårö är en del av  länsväg I 699

## Historia
På 1940-talet fick vägen beteckningen väg 27. Det byttes vid reformen på 1960-talet till väg 148.
Det enda nybygget i ny sträckning senare än 1950-talet är ringleden runt Visby som är från tidiga 1980-talet. I övrigt går vägen likadant som på 1950-talet.

## Planer
En fast förbindelse till Fårö har diskuterats i många år. Vägverket presenterade en förstudie 1996, men det föll på lokalt motstånd. Kostnaden beräknades då till 270 miljoner kronor. Trafikverket presenterade en ny förstudie 2013 med en kostnad på 662 miljoner.